# 김산하
김산하(2001년 5월 10일 ~ )는 대한민국의 국악ㆍ크로스오버 가수이며, 한국음악학과 대학생이다.

## 개요
어려서부터 국악을 좋아해 ‘국악소녀’송소희를 보면서 국악에 대한 꿈을 키웠고, 15세부터 각종 판소리 대회 및 가요대회에 참가해 다수의 상을 수상하며 실력을 인정받았다.
'편애중계' 왕중왕전에서 우승한 그녀는 "국악과 트로트가 ‘한’이라는 정서가 닮아있기 때문에 새로운 도전을 해보고 싶다. 앞으로 더 성실히 공부해서 국악 트로트라는 장르를 개척하고 멋있게 보여드리고 싶다."고 한다. 우승으로 받은 황금과 현금을 모두 코로나로 굶주리는 해외 친구들을 위해 기부하였다.
최근 '트롯 전국체전'에 참가하여 3라운드에서 최고의 실력자 진해성과의 역대급 빅매치 대결에서 승리하였다. 2라운드에서 부른 <울 엄마>는 BGM차트 2021년 1주차 39위에 랭크되었다.
그녀는 국악(판소리) 느낌의 감성이 풍부한 목소리가 매력적이며 특히 락 발라드, 국악트로트를 부를 때 도드라져 보인다. 판소리로 다져진 탄탄한 기본기와 허스키한 음색, 여유로운 무대매너를 자랑하며 '편애중계'와 '왕중왕전'에서 우승하며 국악가요는 물론이고, 트로트도 국악 감성으로 소화해 매 무대마다 강렬한 임팩트를 선사했다. BTS(방탄소년단)를 좋아한다는 그녀는 향후 활동에서 트로트에 집중할 것으로 예상된다.
주요 장르는 판소리, 국악가요, 트로트, 팝(POP), 발라드이며, 국악과 타 장르를 접목한 크로스오버를 추구한다. 오디션에서 우승하면서 가수로 데뷔 후 여러 기획사에서 계약 제의가 왔으나 학업에 정진하기 위해 모두 고사했다. 현재는 방학이나 주말에 행사나 방송에 출연하고 있다.
잠실체조경기장에서 개인 콘서트를 여는 것이 꿈이라고 하였다. 앞으로 트로트 말고도 다양한 장르도 잘 하고, 항상 노력하고 겸손하게 팬분들에게 좋은 모습 보여드리기 위해 노력하겠다고 한다. "특정 장르에 머물기 보다는 지금은 저의 음악을 찾아가는 과정이고 맨 처음 마음이 국악가요에 대한 생각이 있었기에 앞으로 다양한 장르를 경험하면서 국악을 바탕으로 만들어진 ‘김산하’만의 장르를 만들고 싶어요. 그래서 ‘김산하’만 부를 수 있는 노래로 대중들의 마음속으로 깊이 들어가고 싶다. 많은 무대를 통해 국민들의 삶을 노래로 품어주는 ‘가수 김산하’로 영원히 기억되고 싶다."고 한다.

## 생애
김산하는 2001년 5월 10일 청주시에서 4녀 중 첫째로 태어났다. 어머니가 국악, 클래식 등의 음악으로 태교를 하였다. 어머니가 산을 좋아하고, 아버지가 물을 좋아해서 '산하'라고 이름을 지었다고 한다. 어려서부터 국악소녀’송소희를 보면서 국악에 대한 관심을 가졌다. 초등학교 시절 과학영재원에 입학해 과학자의 꿈을 키웠다.
청운중학교 밴드부에서 보컬을 하면서 음악에 깊은 관심을 가졌으며 당시 국악소녀 송소희에게 빠져있을 때라 판소리를 배우고 싶어했다.
중학교 1학년 때 어머니가 '네가 하루를 살더라도 가슴 뛰는 일을 해라.'고 조언한 뒤 국악을 취미로 배웠고, 수련회와 3학년 때 축제에서 이선희의 <인연>을 부르면서 선생님과 친구들의 칭찬을 듣고 노래에 대한 재능을 발견하고 가수의 꿈을 가졌다. 3학년 때 인문계 진학 대신에 남도민요를 배우다가 청주의 김은정 선생으로부터 소리를 배우기 시작했고, 각종 판소리 대회 및 가요대회에 참여해 다수의 상을 수상하며 실력을 인정받았다. 중학교 때는 전교 8등을 했을 정도로 공부에도 재능을 보였다.자매들이 모두 국악을 하는데 첫째인 김산하는 판소리, 둘째는 가야금, 셋째는 정가, 넷째는 해금을 한다. 파워풀한 성량과 고음에 매료돼 가수 손승연의 완벽한 발성을 닮고 싶다고 한다. 음악 연습은 주로 집 근처에 어머니가 마련해준 연습실에서 네 자매가 함께 연습했고,여가시간엔 주로 도서관에서 책을 보면서 보냈다. 그 해 국악 수재들이 가는 국립전통예술고 진학을 놓고 처음엔 너무 쎈 학교라서 입학하기 어려우니 지방 학교라도 입학하는게 목표였는데 교사의 적극적인 권유로 지원하여 국립전통예술고에 합격하였다. 중학교 때까지는 원래 목소리가 꾀꼬리처럼 고왔는데, 판소리를 시작한 후 변성기를 거쳐 지금의 목소리에 이르렀다고 한다.
국립전통예술고등학교 1학년 때는 소리를 늦게 시작한데다 워낙 잘하는 친구들이 많아서 전공이 하위권이었는데 그럴수록 열심히 연습했다. 교사들도 재능이 있다며 독려해줬다. 그 결과 다수의 가요제와 판소리대회에서 대상을 수상하였다. TV 오디션 출연은 선생님들에게 일부는 비밀로 일부는 이야기 하고 출연하였다. 고2 때 '제3회 청원생명가요제'에서 대상을 수상했다. 누군가 그 영상을 촬영해 유튜브에 올렸는데 그것을 보고 방송 섭외가 와서 '쇼오디오자키' 및 여러 공연에 출연하게 됐다. 3학년 때 판소리와 실용음과 선택의 기로에서 선생님들에게 고민을 털어놨으나 응원해주는 사람이 하나도 없이 '넌 안될꺼야'라는 부정적인 조언만 들어서 깊은 상처를 받았다고 한다. 이때 마음의 위로가 된 노래가 정동원의 <여백>이었다고 한다. 팝송도 좋아해서 선생님들 몰래 20초만 심사하는 실용음악 대학도 지원했었다. 결국 팝송 Lewis Capaldi 〈Someone You Loved〉로 한양대는 1차 합격, Abir의 〈Tango〉로 경희대는 최종합격했다. 판소리로는 중앙대, 이화여대, 서울예대에 합격했다. 온 학교가 깜짝 놀래서 '어떻게 쟤는 혼자 공부해서 실용음악 대학을 갔느냐'며 웅성웅성했다. 고교시절 소리 선생님들은 김산하가 아직 어리고 배움의 경력도 짧은데 퓨전을 하는 건 너무 이르니 조금 더 소리를 배우고 했으면 좋겠다고 조언하였다. 김산하가 판소리를 배운 이유는 국악가요를 하고 싶어서였다. 고3때 서울 생활이 너무 힘들어서 시간만 되면 어떻게든 청주에 내려와 주로 사람이 없는 새벽 무심천에 나가 걸어다니면서 노래 연습을 했고, 청주만 오면 너무 맘이 편해져 다른 친구들보다 스트레스를 덜 받으면서 입시 준비를 했다고 한다. 고교 동창들로 구성된 '연희 타악' 멤버들과 대학가요제에 참가해 대상을 수상하는게 소원이라고 한다. 가요는 청주의 한 실용음악학원에서 배웠다.
2020년 이화여자대학교 음악대학 한국음악과에 입학하여 판소리를 전공하고 있다. MBC '편애중계'에 출연 섭외가 와서 참가했는데 의도치 않게 연거푸 우승을 거머쥐었으며, 같은 해 겨울에는 KBS '트롯 전국체전'에 출연제의로 참가했다. 2021년 3월 11일부터 한국무용을 배우기 시작했다. 2022년 1월부터 기타와 댄스를 배우고, 3월에는 한국음악과 공동과대표를 맡았다.

## 데뷔
원래 2020년 7월 10일 《편애중계》'왕중왕전'에서 우승해 윤명선 작곡가의 <소녀의 일기>의 주인이 되었고, 7월 11일 음원이 발매되었으며, 기사에 MBC '쇼! 음악중심'에서 첫 데뷔 무대를 가졌다고 나오지만, 실제 '쇼!음악중심'에는 출연하지 않았고, 첫 음원이 나온 2020년 4월 18일을 데뷔로 본다. 여러 기획사에서 제의가 있었지만 아직 학생이라 먼저 학업을 마친 다음 생각해보겠다고 한다.

## 연예 활동
- 2018년은 세상에 김산하의 존재를 드러내는 해였다. 5월에는 '장월중선명창대회'에서 최우수상, 9월에는 국악풍의 〈상사화〉를 불러서 '청주시민가요제'에서 대상, 10월엔 '청원생명가요제'에서 대상을 수상했고, '증평인삼골축제'에서 부른 〈상사화〉영상 클립이 이목을 끌었다.

- 2019년 6월 2일 청주 성안길에서 치러진 tvN《쇼! 오디오자키》'로드싱어'에 참가해 예선에서 안예은의 <상사화>를 판소리로 완벽하게 재편곡한 그녀는 완창에 성공하며 우리 소리의 아름다움을 알렸다.예선에서 상금 60만원을 적립했다.[21] TOP3 결승전에서 김산하는 특기인 판소리를 살려 베이지의 <달에 지다>를 선곡했다. 관객들은 모두 그녀의 목소리에 집중했고, 이내 무대는 김산하의 목소리로 물들었다. 랜선 시청자들의 평가와 현장 분위기, 제작진들의 심사를 통해 우승자는 김산하로 선정됐다. 노래로 총 480만원의 상금을 거머쥔 셈. 얼떨떨해하던 김산하는 판소리 풍으로 "난감하네~"라고 해 웃음을 자아내며 그녀만의 수상 소감을 밝혔고, 감격의 눈물을 터뜨렸다.[22] 앞서 2018년 김산하가 '증평 인삼골축제'에 참가해 <상사화>를 불렀는데, 그 무대를 관객이 촬영해 유튜브에 올렸고, 그 영상을 '로드싱어' 작가가 보았다. '로드싱어'촬영 하루 전날 출연섭외가 와서 그냥 즐기자는 기분으로 출연했었고, 그래서 우승하고 소감으로 당황스러워서 '난감하네~'를 연발했다고 한다. 우승 상금으로 동생들 한복을 맞춰줬다.[23] 방영 이후 충북예총 주관,충북민예총에서 주최하는 광복74주년 기념 음악회 '내일을 항하여'에 국악가수로 초대되어 <상사화>, <조선의 마음>을 불렀다.

- 2020년 4월 10일 MBC 《편애중계》 '10대 트로트 대전' 예선에 참가했다. 이날 안예은의 <상사화>를 불렀는데, 동영상 클립 조회수가 100만회를 넘겼다. '쇼! 오디오자키'에 출연했을 때 김산하를 알았던 작가가 '편애중계'로 자리를 옮기게 되면서 김산하에게 출연 섭외가 왔다고 한다.[24]

- 2020년 4월 17일 MBC 《편애중계》 '10대 트로트 대전' 본선에 참가했다. 캐스팅 라운드 무대에서 그녀는 김수희의 <잃어버린 정>을 가창했다. 김산하는 "국악과 트로트는 공통점이 많다고 생각한다. 국악 트로트라는 길을 만들어 보고 싶어서 나왔다"라고 포부를 드러냈다.[25] 첫 소절을 부르자마자 모두의 감탄을 불러일으켰다. 무대가 끝난 뒤 박상철 매니저는 "목소리가 너무 좋아서 조금만 가다듬으면 더 좋은 목소리가 될 것 같다. 목소리에 반했다"라고 긍정적인 평을 내렸다. 하지만 정통 트로트를 불러보라는 요청에 당황한 모습을 보였고, 이내 노래를 부르지 못하며 아쉬움을 자아냈다.[26] 박현우는 "음악적인 끼는 타고 났지만, 옛날 트로트를 알아야 현재 트로트를 알 수 있듯이 트로트 기본기를 열심히 하면 잘 할 수 있을 것 같다"라고 뼈 있는 조언을 건넸다.[27] 21표를 얻어 결선에 진출했다. 결선 '신곡부르기'에서 <몰라 몰라> 곡을 훨씬 밝아진 표정으로 열창했다. 서장훈은 "정통 트로트를 안 해서 걱정을 많이 했는데 깔끔하게 한 것 같다"라고 전했다. 정경천은 "김산하와 윤서령 소화력은 좋은데 감정 표현이 부족했지만 두 분 다 잘했다"라고 평가했다. 이후 최종 발표가 이루어졌고, 김산하가 우승하며 <몰라 몰라>의 주인이 되었다.[28] 7월 19일 그녀는 우승으로 받은 황금종 트로피를 코로나로 굶고 있는 해외 친구들을 위해 기부했다고 밝혔다.[29] 2020년 4월 10일 '상사화' 동영상이 처음 공개된 이후 방송본 조회수는 2022년 9월 9일에 172만회, 미방본 조회수는 약 100만회이다.

- <유튜브 - 김산하tv-on sanha> - 2020년 4월 17일부터 개인 유튜브 채널 '울림이있는김산하'를 열고 다양한 장르의 노래를 올리고 있다. 2021년 4월 17일 채널명을 '김산하tv-on sanha'으로 변경하였다. 2021년 4월 20일 현재 구독자는 2,860명이다.

- <유튜브 - 김산하팬클럽> - 김산하의 아버지가 운영하는 개인 유튜브 채널이다. 가족이 아니면 촬영할 수 없는 영상들과 김산하의 무대 영상들을 모아놨다.

- <공식 팬카페 - 온산하> - 2021년 2월 10일 네이버에 공식 펜카페가 개설되었고, 김산하가 가입했다.

- 2020년 5월 21일 청주시립국악단이 마련한 '청주예술가와 함께 봄봄II' 공연에서 가요와 국악을 접목한 국악트로트 무대를 선보였다. 충북교사국악회 '소리마루' 강사들의 연주로 안예은의 <상사화>를 선곡해 애절하고 구슬픈 목소리로 불러 시청자들을 소름돋게 하였다. 영탁의 <막걸리 한잔>을 들은 시청자들은 쭉쭉 뻗는 시원시원한 목소리에 '막걸리 완전 색다른 맛', '또 다른 막걸리 한잔 먹고싶네'라며 찬사를 보냈다.[30]

- 2020년 6월 19일 MBC 예능프로그램 <편애중계> '트로트 왕중왕전' 예선 데스매치에 참가해 안예은의 <상사화>를 불렀다. 국민 코러스 김현아는 "김산하의 성량이 폭발적이다"라고 말했고 윤명선 작곡가도 "지난번 보다 훨씬 늘었다"라고 말했다. 태진아는 "기존 트로트와 맛이 다르다. 좋다"라고 극찬했다. 김병현은 "이 곡을 둘째 아들이 계속 따라 부른다"라며 "7살인데 너무 좋아한다"라고 설명했다. 김수빈은 김산하의 노래를 듣고 "저보다 감정이 풍부한 것 같다"라고 극찬했다.[31] 이날 김산하는 전유진과 대결해 승리를 거머쥐었다.

- 2020년 6월 26일 방송된 MBC <편애중계> '트로트 왕중왕전' 장르미션에 참가해 장윤정의 <초혼>을 국악트로트 버젼으로 애절함이 뼈를 쑤시 듯이 불러재꼈다. 국악의 한과 가슴을 울리는 성량이 더해진 김산하표 <초혼>에 심사위원 태진아는 "장윤정의 ‘초혼’을 김산하 버전으로 완벽하게 바꿔놨다"고 감탄했다. 김병현은 “아무 말도 못하겠다. 시간이 멈춘듯한 느낌이다”고 극찬했다. 이어 “이게 국악의 힘인가요?”라고 묻자 김제동은 “산하의 힘이다”고 맞장구쳤다.[32]

- 2020년 7월 10일 MBC TV 예능프로그램 <편애중계> '트로트 왕중왕전' 결선 1라운드에서 짙은 호소력으로 정동원의 <여백>을 불렀다. 애절함을 배가해 자신만의 스타일로 <여백>을 재해석한 김산하는 이 노래가 자신에게 위로가 된 곡이라며 눈물을 보였다. 2라운드에서는 윤명선 작곡가의 신곡 <소녀의 일기>를 열창했다. 반주를 뚫고 나온 고음과 화려한 퍼포먼스로 특별 판정단을 압도하는 무대를 선보였다. 그녀는 1·2라운드 합산 결과로 19표를 받아 12표에 그친 전유진을 제치고 우승을 차지했다. 그녀는 <소녀의 일기>로 MBC '쇼! 음악중심'에서 데뷔 무대를 펼치게 됐다.[33] 하지만 '쇼!음악중심'에는 출연하지 않았다. '왕중왕전' 우승자인 김산하는 윤명선 작곡가가 만든 신곡 <소녀의 일기>의 주인이 됐다. 윤 작곡가는 장윤정의 '어머나' 등을 작곡한 히트송 제조기다. BTS(방탄소년단)를 좋아한다는 그녀는 향후 활동에서 트로트에 집중할 것으로 예상된다.[34]

- 2020년 7월 31일부터 3회에 걸쳐 TBS '최일구의 허리케인 라디오 - 힘든싱어'에 출연하였다. 첫 주에는 3승에 도전하는 가수 주미에 맞서 호소력 짙은 애절한 감성으로 <막걸리 한잔>, <여백>을 불러 1승을 하고, 두번째 출연에서 가수 김희진과 대결했는데, 백지영 버젼의 <무시로>에서 긴장한 듯 했으나 <울엄마>로 페이스를 찾으며 2승을 하였다. 세번째 출연한 가왕 도전에서는 <너무 아픈 사랑은 사랑이 아니었음을>, <Let it be>로 분위기를 압도했으나 일부에서 가사 실수를 하는 바람에 2승에 머물렀다.

- 2020년 10월 15일 유튜브 '박용관소행성'에 출연해 '편애중계' 출연 계기와 뒷 얘기 등을 털어났다. 왕중왕전 녹화 당일 목 임파선이 부워서 경연에 부담이 있었고, 장시간 녹화에서 서있기도 힘들었다고 한다.[35]

- 2020년 12월 5일 KBS 2TV 《트롯 전국체전》 1회 1라운드 '지역별 미스터리 선수 선발전'에 '오디션 도장 깨기'라는 살벌한 닉네임으로 참가해 조항조의 <고맙소>를 선곡해 깊이 있는 국악 느낌의 목소리로 열창 했으나 7스타를 받아 후보선수가 되었다가 추가선수 선발에서 충청지역 선수로 발탁돼 2라운드에 진출했다. 그녀의 무대에 대해 서울지역 감독, 코치진들은 '(노래가) 너무 발라드다. 선곡이 적절하지 않는 듯 하다.'라며 별을 누르지 않았다. 충청지역 감독 조항조는 '충분한 가창력 소유했다. 다른 노래도 듣고 싶다.'고 했고, 강원지역 감독 김범룡은 '소리는 낼줄 알잖아. 장르는 유도할 수 있어.'라고 말했다.

- 2021년 1월 2일 KBS 2TV 《트롯 전국체전》 5회 2라운드 '지역별 팀대결'에 윤서령, 이송연과 함께 '충청걸스' 팀으로 참가하여 진성의 <울 엄마>를 선곡해 민요 느낌의 애절하고 발랄한 무대를 펼쳐 경기 지역 '곰 세마리' 팀을 무려 18:0이라는 압도적인 점수 차이로 승리하였다. 연습 과정에서 이송연이 윤서령의 애교뿜뿜 동작에 쑥스러워하는 모습이 보이기도 했다. 김산하의 첫 소절에 '와! 끝났다'는 말이 나왔고, 이송연의 노래에 경상 코치 조정민이 '오~ 너무 잘해', 전라 감독 남진은 '차이가 너무 난다'고 찬사가 쏟아졌다. 윤서령의 구성진 소리에 이어 김산하의 애절하고 구슬픈 노래와 이어지는 고음에 제주 팀 주장 최향과 글로벌 팀 주장 재하는 '아우 소름돋아'라는 반응이 나왔고, 3명의 완벽한 하모니와 흥겨운 무대에 전라 지역 선수 '재하'는 '얼씨구나 좋구나, 야 풍악을 울려라'라고 외쳤고, 전원 기립박수로 환호하였다. 제주 감독 고두심 '아이고 요것들 봐라', 강원 감독 김범룡은 '시원하다', 전라 감독 남진은 '아 좋다'라며 연이은 감탄사가 이어졌다. 이날 '충청걸스'는 쉽게 2라운드의 문턱을 넘어 3라운드에 진출하였다. 발매된 <울 엄마>는 가온 뮤직 BGM차트에서 2021년 2주차에 39위에 랭크되었다.

- 2021년 1월 16일 KBS 2TV 《트롯 전국체전》 7회 3라운드 '1:1 데스 매치'에 나훈아의 <어매>를 선곡해 경상지역 진해성과 역대급 빅매치로 대결을 펼쳤다. 강력한 우승후보답게 진해성과 김산하는 마지막까지 아무에게도 지목되지 않아 두 사람이 살벌한 승부를 펼치게 됐다.[36] 데스 매치 마지막 차례로 진해성의 무대가 끝나고, 김산하는 긴머리를 뒤로 묶은 갈래머리에 다소 헝클어진 듯한 앞머리를 하고, 검은색 저고리, 흑백이 반반 어우러진 치마, 하얀 비단신을 신고 고풍스런 모습으로 무대에 올랐다. 김산하의 '어매~'하고 목놓아 외치는 소름돋는 한 마디에 모두가 울컥하며 빠져들었다. 폭발적인 고음과 전율을 돋게 하는 감정선, 감정을 담은 동작 등 마치 한 편의 예술을 보는 듯한 무대로 시청자를 사로잡았다.[37] 민요 느낌의 나훈아 버젼 '어매'를 김산하는 판소리 버젼으로 녹여내어 매우 구슬프고 애절한 감정을 극한으로 몰아간 무대를 선보였다. 우열을 가릴 수 없는 무대를 선보인 김산하에 대해 전라 코치 송가인은 "소리가 탄탄한 김산하는 판소리와 대중가요를 넘나들어 대성할 재목”이라고 극찬했다.[38] 투표결과 11:7로 김산하가 승리하며 4라운드에 진출했다. (진해성은 탈락했다가 추가합격했다) 방송 직후 16~17일 이틀간 김산하의 위키백과 페이지뷰가 8600회를 넘었는데 이는 '트롯 전국체전' 7회까지 참가한 선수들 중 최고 높은 조회수이다. 실시간 검색어 1위에 오르기도 했다. 김산하는 자신의 인스타그램에서 "<어매>는 저희 엄마께 드리는 노래 이기도 하지만..국악가요와 국악 트로트..또한 저를 응원해주시고 사랑해주신 팬분들께 드리는 노래기도 해요!!"라고 하였다.[39] 방송 후 인터뷰에서“경연 프로에 출연하면서 지금까지 불렀던 노래 중 가장 어려웠어요. 감정을 잡는 데도 어려움이 있었고 상당히 고음이어서 연습 자체가 힘들었던 곡이에요. 게다가 데스매치 무대여서 1:1로 경쟁하게 된 우승후보 진해성 님을 이길 수 있을지 장담할 수 없었거든요. 사실 이 노래를 연습하면서 너무 힘들어서 울었던 적도 있어요. 하지만 포기하지 않고 이 악물고 연습했어요.”라고 밝혔다.[40] 'KBS 골든케이팝' 유튜브 채널에서 <어매> 곡의 조회수는 2021년 3월 30일에 40만회, 2022년 8월 23일 100만회를 넘었다.

- <어매> 비하인드 스토리 - 대결상대 지목에서 최종까지 진해성과 김산하만 남았을 때 김산하는 "순간적으로 죽는줄 알았다. 이게 무슨 운명의 장난인가!"하며 커다란 부담감이 생겼다고 한다. 하지만 한편으로는 "이겨야한다. 이겨야 내가 사니까."라는 생각에 "어떤 노래가 좋을까?" 고민하다가 <어매>(나훈아)와 <무정부루스>(강승모)를 선곡해 작가에게 보냈다. 김산하는 <무정부루스>를 부르고 싶었는데, 작가가 "레전드 무대를 만들어야 한다."며 <어매>를 강력 추천했다고 한다. <어매> 편곡을 받아보고는 "너무 (음이) 높고 노래가 너무 힘이 들었다. 너무 힘들어서 '아, 내가 과연 이 곡을 잘 소화할 수 있을까'고민하며 계속 연습실에서 연습했다."고 한다. 모 언론사 기사에 따르면 당시 이 곡이 너무 힘들어서 울기도 하고 이를 악물고 연습했다고 한다. 결과적으로 "<어매>가 너무 잘돼서 작가에게 감사한다."고 사의를 표했다.[41]

- 2021년 1월 23일 KBS 2TV 《트롯 전국체전》 8회 4라운드 '지역 대통합 <듀엣 미션>'에 충청 김산하와 서울 한강은 '금상산' 팀이 되어 조용필의 <일편단심 민들레야>를 선곡해 무대에 올라 상상초월의 듀엣 무대를 선보였다.[42] 김산하는 듀엣 파트너 지목 당시 "미션을 받자마자 재하와 하려고 했다. 호소력 짙은 노래를 많이 하기 때문에 같이 하면 좋은 무대가 나올 거라고 생각했다"며 글로벌의 재하를 선택했지만 재하가 거부했다. 한강이 김산하에게 듀엣을 제안하며 쟁쟁한 실력파 두 사람의 역대급 만남이 이루어졌고, 한강은 노래 연습은 물론, 긴 호흡 연습을 위해 김산하가 추천한 줄넘기 연습에 매진하며 1위를 향한 열망을 드러냈다.[43] “제일 기대된다”며 송가인의 이목을 집중시킨 ‘금강산’ 팀은 “(목표는) 1위입니다. 우리는 금강산이니까요”라며 당찬 각오도 내비쳤다. 무대에 오른 '금강산'은 짙은 감성과 애절한 보이스는 기본, 폭발적인 성량을 자랑하며 감동의 물결을 만들었고, '금강산'만의 가슴 절절한 무대에 모든 감독, 코치, 선수들은 감탄을 멈추지 못했고, 강원 감독 김범룡은 “두 사람이 함께하니 시너지가 났다”며 완벽한 듀엣 조합에 칭찬을 아끼지 않았다.[44] 방송을 본 시청자들은 ”1위 가자!“, ”감성이 진짜 남다른 듯“, ”무대 최고였음“ 등의 반응을 보이고 있다.[45] 23~24일 이틀간 위키백과 김산하의 페이지뷰가 3,100를 넘겼다.

- 2021년 1월 30일 KBS 2TV 《트롯 전국체전》 9회에 4라운드 '지역 대통합 <듀엣 미션>'에서 1505점으로 3위에 오른 뒤, 4위로 밀려났고, 서울 한강과의 준결승 진출 투표에서 김산하가 패하며 4라운드에 그쳤다. 앞서 3라운드에선 원래 없던 '추가합격'이란 제도를 만들어 패한 선수들 5명이 추가합격으로 4라운드에 진출한 뒤, 그 중 2명이 준결승에 올라갔다. 심지어 '민트향'(김산하&한강) 팀보다 123점이나 낮은 점수를 얻고도 준결승에 진출한 팀도 있었다. 4라운드에선 '추가합격'이 없었다. 이후 곧 바로 준결승 무대가 시작되었다.

- 2021년 2월 9일 김산하, 윤서령, 김다현 등 각계 인사 37명이 충북도교육청 홍보대사로 위촉됐다. 충북도교육청 홍보대사는 무보수 명예직으로 2023년 3월 말까지 충북교육 정책 홍보와 교육 행사·캠페인 등을 지원하는 역할을 맡게 된다.[46]

- 2021년 3월 20일 '불후의 명곡2- 전설을 노래하다' - '트롯 전국체전 리벤지 특집 I'에 더원(The One)의 <사랑아>를 국악 풍으로 편곡하여 무대에 올랐다. 김산하는 국악의 진한 감성과 파워풀한 성량으로 가슴 절절하게 사랑을 외쳐 좌중을 감동시켰다. 나이가 믿기지 않을 만큼 짙은 감성에 스페셜명곡판정단 조항조는 "아쉬웠던 마음을 다 토해낸 무대이면서 흠 잡을 때 없는 완벽한 무대"라고 평했다. 2승에 도전하는 '트롯 전국체전' 은메달리스트 재하에 맞서 막상막하의 무대를 선보였으나 스페셜명곡판정단은 아쉽게도 재하에게 승기를 주었다.

## 앨범
- 2020.04.18. 싱글 앨범 《몰라 몰라 (Prod. 유벤져스)》 (장르: 트로트, 작사:이건우, 작곡/편곡:정경천)[47]
- 2020.07.11. 싱글 앨범 《소녀의 일기》 (장르:트로트, 작사: 윤명선, 작곡: 윤명선/해구, 편곡: 김정묵)
- 2020.12.12. 컴필레이션(옴니버스) 앨범 《트롯 전국체전 Part.1》수록곡 <고맙소> (장르: 트로트)
- 2021.01.03. 컴필레이션(옴니버스) 앨범 《트롯 전국체전 Part.5》수록곡 <울엄마> (장르: 트로트)
- 2021.01.17. 컴필레이션(옴니버스) 앨범 《트롯 전국체전 Part.7》수록곡 <어매> (장르: 트로트)
- 2021.01.31. 컴필레이션(옴니버스) 앨범 《트롯 전국체전 Part.8》수록곡 <일편단심 민들레야> 금강산(한강&김산하) (장르: 트로트)

## 수상
- 2016.10.30. 세종문화원 《제1회 균화지음 전국 국악경연대회》 판소리 부문 - 최우수상
- 2018.05.02. 《제7회 판소리명가 장월중선명창대회》 판소리 부문 - 최우수상
- 2018.09.15. 2018 《제8회 청주시민가요제》 대상[48], <상사화>(안예은)[49]
- 2018.10.09. CJB 《제3회 청원생명가요제》 대상, <상사화>(안예은)[50][51]
- 2019.06.01. 《제26회 청주 박팔괘 전국학생국악대제전》 판소리부문 차상
- 2019.06.02. tvN 《쇼! 오디오자키》'로드싱어' 청주편 우승
- 2020.04.17. MBC 《편애중계》 '10대 트로트대전' 우승
- 2020.07.10. MBC 《편애중계》 '왕중왕전' 우승

## 학력
- 청주 원봉초등학교 졸업
- 2017.02. 청주 청운중학교 졸업
- 2020.02. 국립전통예술고등학교 성악(판소리) 전공 졸업
- 2020.03. 이화여자대학교 음악대학 한국음악학과(판소리 전공) 재학중(2022년 3학년)

## 경력
- 2021.02.09. 《충청북도교육청》충북교육정책 홍보대사[52]
- 2023.04.06. 《충청북도교육청》 홍보대사[53][54][55]
- 2024.01.08. 《충청북도》 문화·예술·관광 분야 홍보대사[56]

## 자격, 면허
- 2018.09.15. (사)한국연예예술인총연합회 가수인증서[57]

## 공연
- 2019.08.15. 광복 74주년 기념 음악회 《내일을 향하여》 (청주예술의 전당) - 초대가수 <상사화>, <조선의 마음>[58]
- 2019.12.13. 《The Flute - SOAVE FLUTE CHOIR》 (충북대학교 개신문화관) 가수
- 2020.05.21. 청주시립국악단 《청주예술가와 함께 봄봄II》 청주예술의전당 소공연장 (유튜브 온라인 생중계), 초대가수(충북교사국악회 소리마루 강사들과 함께) <상사화>(안예은), <야상곡>(김윤아), <막걸리 한잔>(영탁 버젼, 원곡:강진)[59]
- 2020.10.29. 《2020 국악놀이터 The채움 정기공연 - 가치가지 세번째 이야기》 청주 문화제조창,<달향기>, <야상곡> with The채움
- 2020.10.31. 《충북도민을 위한 행복충전 콘서트》 (청주예술의전당 대공연장), 국악가요 <상사화>,<막걸리 한잔>
- 2020.12.09. 코리아윈드필하모니 정기공연 《국악과 함께하는 이색 콘서트》 웃는얼굴아트센터 청룡홀, '국악소녀 김산하', <초혼>, <상사화>
- 2021.05.08. 첫 단독 콘서트《김산하의 溫스테이지 with 스페셜 게스트》 광화문아트홀
- 2021.11.24. 영동군 《난계국악단 8차 온라인 상설공연 (관현악 버젼)》, 국악가요 〈상사화〉(편곡 전우실), 〈막걸리 한잔〉(편곡 장승연)
- 2022.08.18. 청주시 《2022 신항서원 별빛시네마 4차》국악관현악단 더불어숲,〈상사화〉,〈봄이 온다면〉,〈진도 아리랑〉
- 2023.01.14. 《노을빛 아리랑 OST 콘서트》(청주아트홀),〈상사화〉,〈인연〉,〈막걸리 한잔〉

## 홍보
- 2021.09.17. 청주시 문화관광 뮤직비디오 <with you, 청주>, 노래, 출연

## TV
- 2019.06.02. tvN 《쇼! 오디오자키》'로드싱어' (청주 성안길), 예선 <상사화>(안예은), TOP3 <달에지다>(베이지), 우승[60]
- 2020.10.30. KBS청주 《무대를 빌려드립니다》'트로트 샛별 - 김산하',<엄마 아리랑>,<몰라몰라>,<고맙소>,<비나리>,<삐애로는 우릴보고 웃지>
- 2021.03.20. KBS 2TV 《불후의 명곡2 - 전설을 노래하다》 '트롯 전국체전 리벤지 특집 I', <사랑아>(The One)
- 2021.03.27. KBS 2TV 《불후의 명곡2 - 전설을 노래하다》 '트롯 전국체전 리벤지 특집 II'
- 2021.05.06. 여수MBC 《오 마이 싱어》 93회, 이소나 & 김산하, <휘파람>(이문세), <만약에>(조항조)
- 2021.05.30. CJB 《ISSUE TALK 오늘》 게스트
- 2021.06.16. KBS청주 《개국 76주년 특집음악회》1부 '여러분의 무대', 초대가수 <모나리자>,<진또배기> with 고교동창
- 2021.08.11. MBC충북 《생방송 아침N》 '너튜브? 나 구독자! - 김산하TV onsanha', 게스트 <Rolling in the deep>
- 2021.08.20. KBS부산 1TV  《아침마당 부산》 657회, 게스트(김산하 & 한강), '인생 노래방 - 한강에서 온 산하' ,  <오늘 밤에>,<All For You>김산하X한강,<Rolling In The Deep>,<인연 (국악가요 ver.)>, '갈치도 이 노래', <여백>김산하X한강
- 2021.08.26. MBC충북 《더 트로트》  '트롯 큐', 게스트, <사랑 참>,<소녀의 일기>,<너무 아픈 사랑은 사랑이 아니었음을>
- 2021.09.25. JTV 《전국 TOP10 가요쇼》 864회 (완주 삼례문화예술촌), <인연>(국악풍),<해뜰날>(All)
- 2022.07.11. KBS 1TV 《아침마당》 9181회 '［월요토크쇼 명불허전］ 국악과 트로트의 뜨거운 만남', 게스트

#### MBC <편애중계>
- 2020.04.10. MBC 《편애중계》 22회 '10대 트로트 가수왕 대전 1탄', 예선 - <상사화>(안예은), <네박자>
- 2020.04.17. MBC 《편애중계》 23회 '10대 트로트 가수왕 대전 2탄', 본선 우승 - 캐스팅 라운드 <일어버린 정>(김수희), '신곡부르기' <몰라몰라>
- 2020.06.05. MBC 《편애중계》 30회 '20대 트로트 가수왕 & 트로트 패자부활전 1탄', <심청가>
- 2020.06.12. MBC 《편애중계》 31회 '트로트 패자부활전 2탄'
- 2020.06.19. MBC 《편애중계》 32회 '트로트 패자부활전 & 왕중왕전 1탄', 예선 데스매치 - <상사화>, <막걸리 한잔>, (전유진과 대결에서 승리)
- 2020.06.26. MBC 《편애중계》 33회 '트로트 왕중왕전 2탄'
- 2020.07.03. MBC 《편애중계》 34회 '트로트 왕중왕전 3탄', 장르미션 - <초혼>(장윤정)
- 2020.07.10. MBC 《편애중계》 35회 '트로트 왕중왕전 마지막 이야기', 최종 우승, 결선 1라운드 '<Thanks to> 무대' <여백>(정동원), 2라운드 <소녀의 일기>(윤명선 작사/작곡)

#### KBS 2TV <트롯 전국체전>
- 2020.12.05. KBS 2TV 《트롯 전국체전》 1회 1라운드 '미스터리 지역선수 선발전' - <고맙소>(조항조), 7스타, 후보선수, 추가합격, 충청 지역
- 2021.01.02. KBS 2TV 《트롯 전국체전》 5회 2라운드 '지역별 팀대결' - <울 엄마>(진성), 충청걸스 팀(김산하, 윤서령, 이송연), 경기 '곰 세마리' 팀에 18:0 승리, 3라운드 진출
- 2021.01.16. KBS 2TV 《트롯 전국체전》 7회 3라운드 '1:1 데스 매치' - <어매>(나훈아), 경상 진해성과 빅매치에서 11:7 승리, 4라운드 진출, 충청 지역
- 2021.01.23. KBS 2TV 《트롯 전국체전》 8회 4라운드 '지역 대통합 <듀엣 미션>', <금강산> 팀(서울 한강, 충청 김산하), <일편단심 민들레야> (조용필)
- 2021.01.30. KBS 2TV 《트롯 전국체전》 9회 4라운드 '지역 대통합 <듀엣 미션>', 준결승 진출 실패

## 라디오
- 2020.07.31. TBS 《최일구의 허리케인 라디오》 '서바이벌 힘든싱어', 1승 <막걸리 한잔>,<여백>[61]
- 2020.08.07. TBS 《최일구의 허리케인 라디오》 '서바이벌 힘든싱어', 2승 <무시로>(Ver.백지영),<울엄마>
- 2020.08.14. TBS 《최일구의 허리케인 라디오》 '서바이벌 힘든싱어', 가왕실패 <너무아픈 사랑은 사랑이 아니었음을>,<Let it be>
- 2020.08.25. MBC충북 FM4U 《오후의 발견》 '오발콘서트', 게스트
- 2021.10.07./11. CJB JoyFM 《박용관의 라디오쇼》 게스트 <걷고 싶다>,<몰라 몰라>,<막걸리 한잔>,<삐에로는 우릴보고 웃지>
- 2020.10.16. 안동MBC 《신동의 화끈한 트로트》 게스트 <초혼>,<울엄마>,<내 사랑 내 곁에>
- 2021.05.25. CJB JOY FM 《11시엔 최지현의 OST》 게스트
- 2021.06.10. KBS청주 2라디오 HappyFM 90.9 《이해수의 라디오스타》 '어쩌다 라이브(어라이브)', 게스트 <막걸리 한잔>,<하루>(김범수), 엔딩곡 <소녀의 일기>
- 2021.08.17. MBC충북 FM4U 《오후의 발견》 '오발콘서트', 게스트(김산하 & 최대성), <내 사랑 내곁에>,<Someone Like You>,<인연(국악가요 ver.)>
- 2021.09.21. TBN 충북교통방송 《TBN 차차차》 '화끈한 라이브', 게스트 <인연>,<진또배기>,<막걸리 한잔>,<소녀의 일기>
- 2021.10.01. CJB JoyFM 《박용관의 라디오쇼》 축하음악회, '제42회 생거진천 문화축제 - 개막축하공연', (진천역사테마파크), 초대가수 〈인연〉, 〈막걸리 한잔〉
- 2023.02.22. KBS Happy FM 《김혜영과 함께》'꺽기대전', 김산하 vs 권민정,1승〈님이여〉
- 2023.03.01. KBS Happy FM 《김혜영과 함께》'꺽기대전', 김산하 vs 강소리,〈막걸리 한잔〉(영탁 ver.)

## 인터넷 방송
- 2020.01.29. 유튜브 《트로트로 K-Music Official》 <스쿨오브트롯 1회> 김산하 / 국립전통예술고등학교 출신 국악소녀의 인생토크, <심청가> 심봉사 눈뜨는 대목, <상사화>,<막걸리 한잔>,<전하지 못한 진심(The Truth Untold)>
- 2020.05.20. 유튜브 얼씨구TV 《얼씨구당 수요당 5화》 편애중계 트로트 왕중왕전에서 초혼으로 화제가 된 김산하!
- 2020.06.03. 유튜브 얼씨구TV 《얼씨구당 수요당 7화》 트롯전국체전의 실력파 김산하의 음악세계 | 김산하표 팝송과 상사화 | 미스트롯2 국악신동 김태연의 Someone Like You
- 2020.07.11. 유튜브 《STATV》 '편애중계' 트로트대전 우승자 김산하! BTS♡ 팬심 깜짝 고백? 롤모델은 송가인·손승연?
- 2020.10.15. 유튜브 《박용관소행성》 편애중계 왕중왕전 우승자 김산하 진심토크1,2 - 게스트 <걷고싶다>, <막걸리 한잔>, <삐에로는 우릴 보고 웃지>, <몰라몰라>
- 2021.07.07. 한국차문화산업연구소 미디어Z 《우리 茶 다담다담》2회 '세종시 홍판서댁', 게스트 <야상곡>(가야금:윤혜진), 심청가<사랑가>
- 2021.07.21. 유튜브 《동양일보TV》 [사람풍경] 청주가 낳은 트로트 샛별 - 가수 김산하
- 2021.09.24. 유튜브 트롯869 (MBC PLUS) 《내일은 트롯스타》 EP.08, <여백>,<신사동 그사람>,<인연>,<님은 먼 곳에>

## 행사
- 2018.09.08. 《청소년과 시민을 위한 제7회 한청문화제》 우정 출연 〈상사화〉(안예은)
- 2018.10.03. 《2018 증평 인삼골축제》〈국제 청소년 K-POP 페스티벌〉 가요, 댄스 및 외국인 - 〈상사화〉(안예은, 국악트로트 버젼), 〈쑥대머리〉
- 2020.07.04. 《2020 청주시 청소년 어울림 마당》 초대가수 〈막걸리한잔〉(영탁),〈초혼〉(장윤정)
- 2020.09.03. 《2020 괴산고추축제》'랜선 라이브쇼' 단독 초대가수 〈님은 먼 곳에〉,〈잃어버린 정〉,〈몰라몰라〉,〈날 보러와요〉[62]
- 2020.10.16. 경북 영주 《풍기인삼축제》(온라인), 초대가수 〈초혼〉,〈울엄마〉,〈내 사랑 내 곁에〉[63]
- 2021.02.20. 《코로나19 극복 군민 위안행사》 (진천 화랑관), 초대가수 〈초혼〉, 〈울엄마〉
- 2021.02.20. 《제1회 비대면 전국 존버가요제》, 초대가수 〈울엄마〉, 〈초혼〉
- 2021.06.17. 충북진로교육원 《진로토크 콘서트》 '국악전공 예고생에서 트로트 가수가 되기까지'
- 2021.10.16. 청주문화원 《제15회 세종대왕과 초정약수축제 - 달빛버스킹》 (초정행궁 편전 특설무대), 초대가수, 단가〈사철가〉+〈천 년 바위〉,〈막걸리 한잔〉
- 2021.10.24. 청주시 《SHOW ME THE 신항》 (신항서원), 초대가수, 〈사모곡〉,〈막걸리 한잔〉
- 2021.11.19. 충청북도교육청 홍보대사 《예봄 아티스트와 함께하는 '찾아가는 힐링콘서트'》 쏘아베 플롯 콰이어 & 김산하 (동성초등학교), 〈상사화〉,〈불장난〉,〈Rolling in the deep〉
- 2021.11.24. 한국소비자원 《충청북도 아티스트와 함께하는 문화의 밤》, 초대가수 〈Someone like you〉,〈Rolling in the deep〉,〈오늘 밤에〉,〈막걸리 한잔〉,〈상사화〉
- 2021.11.25. 《2021 (사)충북시민재단 10주년 기념 행사》 축하공연 〈인연〉,〈막걸리 한잔〉
- 2021.11.26. 충청북도교육청 홍보대사 《예봄 아티스트와 함께하는 '찾아가는 힐링콘서트'》 쏘아베 플롯 콰이어 & 김산하 (충원고등학교), 〈상사화〉 외 1곡
- 2021.11.27. 《2021 제13회 전농 충북도연맹 가족한마당》 축하공연 〈막걸리 한잔〉,〈사모곡〉,〈진또배기〉
- 2022.06.26. 《2022 증평예술제》 난계국악단 X 김산하,〈상사화〉,〈막걸리 한잔〉
- 2022.07.30. 《2022 쇳개포구 관광야시장 축하공연》축하공연 (보령시 로데오거리),〈막걸리 한잔〉,〈오늘밤에〉,〈인연〉,〈인연〉,〈진또배기〉,〈울엄마〉
- 2022.08.31. 《한국기계연합회 세미나》(롯데호텔 제주), 초대가수 〈진또배기〉,〈막걸리 한잔〉,〈신사동 그사람〉,〈인연〉,〈어쩌다 마주친 그대〉,〈사랑은 늘 도망가〉
- 2022.10.07. 《2022 제16회 충북우수시장박람회 - 상인노래자랑》 초대가수 〈인연〉,〈막걸리 한잔〉,〈사랑은 늘 도망가〉,〈어쩌다 마주친 그대〉,〈진또배기〉
- 2022.10.15. 《제7회 양곡은행나무축제》 초대가수 〈막걸리 한잔〉,〈인연(with 김주아)〉,〈울엄마〉,〈사모곡〉,〈어쩌다 마주친 그대〉,〈사랑은 늘 도망가〉,〈진또배기〉
- 2022.10.22. 《백두대간 속리산 관문 버스킹 - 2022 보은대추 온라인축제》 초대가수 〈사랑은 늘 도망가〉,〈인연〉(with 김주아),〈상사화〉, 〈Someone You Loved〉,〈어쩌다 마주친 그대〉,〈막걸리 한잔〉,〈사모곡〉,〈울엄마〉
- 2022.10.22. 《제15회 괴산예술제》 초대가수 〈막걸리 한잔〉,〈어쩌다 마주친 그대〉,〈진또배기〉
- 2022.10.22. 《사창시장 라이브페스티벌》 초대가수 〈막걸리 한잔〉,〈인연〉(with 김주아),〈어쩌다 마주친 그대〉,〈진또배기〉
- 2022.10.23. 《결초보은 농·특산물 한마당 장터 - 2022 보은대추 온라인축제》 초대가수 〈막걸리 한잔〉,〈인연〉(with 김주아),〈울엄마〉,〈어쩌다 마주친 그대〉,〈사모곡〉,〈진또배기〉,〈초혼〉
- 2022.11.13. 《제9회 충북청소년국악단 정기연주회 '꿈꾸는 악동(樂童)'》 초대가수 〈난감하네(별주부전)〉심영섭 작곡, 〈사랑가(춘향가 中)〉AUX 곡
- 2022.11.17. 《2022 청주 직지시장 어울림축제》 초대가수
- 2022.12.06. 《2022 충북! 영재로 통(通)하다 토크콘서트 시즌2》 초대가수 〈인연〉이선희, 〈난감하네(별주부전)〉심영섭 작곡, 〈Rolling in the Deep〉아델(Adele)
- 2022.12.19. 《2022 보은군민을 위한 송년음악회》초대가수〈여백〉정동원,〈막걸리 한잔(영탁 ver.)〉강진,〈상사화〉안예은,〈갈까부다〉춘향가 이별가 中
- 2023.05.07. 부천시 50주년 《2023년 범안종합사회복지관 어린이날 마을 축제》 "따르릉 옥토끼 페스티벌" 축하공연

## 가온 뮤직 차트 - BGM차트(주간)
| 년도   | 주차  | 구분   | 순위 | 곡명     | 아티스트                       | 앨범                     |
| ------ | ----- | ------ | ---- | -------- | ------------------------------ | ------------------------ |
| 2021년 | 4주차 | (종합) | 35위 | <어매>   | 김산하                         | 《트롯 전국체전 PART.7》 |
| 2021년 | 2주차 | (종합) | 39위 | <울엄마> | 충청걸스(윤서령,이송연,김산하) | 《트롯 전국체전 PART.5》 |

## 기타
- 취미 : 그림그리기, 영화관람
- 나에게 국악이란? : 음악 장르의 첫걸음마[64]
- 나에게 트로트란? : 수면 위로 끌어 올려준 장르
- 신체 : 키 163cm